# Damir Botonjič
Damir Botonjič, slovenski nogometaš, * 14. september 1981, Ljubljana.
Botonjič je večji del kariere igral v slovenski ligi za klube Gorica, Ljubljana, Svoboda, Livar in Olimpija. Skupno je v prvi slovenski ligi branil na 46 prvenstvenih tekmah. Igral je tudi za Gençlerbirliği S.K. v turški ligi.
Za slovensko reprezentanco je edino tekmo odigral 21. marca 2004 na prijateljski tekmi proti latvijski reprezentanci.